# Cab Calloway
Cabell "Cab" Calloway (ur. 25 grudnia 1907 w Rochester, zm. 18 listopada 1994 w Hockessin) – amerykański wokalista, kompozytor i bandlider jazzowy. Popularny m.in. dzięki roli w filmie The Blues Brothers i śpiewanej w nim piosence Minnie the Moocher z 1931.

## Życiorys
Cabell Calloway III urodził się jako drugie z sześciorga dzieci afroamerykańskiego prawnika Cabella Callowaya II i jego żony Eulalii Reed. W wieku sześciu lat przeniósł się z rodzicami do Baltimore, gdzie jego ojciec objął praktykę. Jako najstarszy syn miał – wedle planów rodziców – ukończyć studia prawnicze i przejąć kancelarię. Jednak, po skończeniu szkoły średniej w Baltimore, dzięki pomocy swojej starszej siostry, Blanche, wyjechał do Chicago. Tam rozpoczął naukę w Crane College, ale podobnie jak Blanche, próbował swych sił w show-businessie. W 1925 został perkusistą w Sunset Cafe Band. W ciągu dwóch następnych lat zorganizował własny zespół, Cab Calloway and His Alabamians, w którym był wokalistą. Występował z nim na scenach Chicago i wkrótce został zaproszony do "Savoy Ballroom" w Nowym Jorku. Wyjazd ten okazał się nieudany, co spowodowało rozwiązanie zespołu.
Calloway powrócił na krótko do Chicago, gdzie występował w musicalu Connie's Hot Chocolates. Wkrótce, za namową menedżera Irvinga Millsa, zorganizował nowy zespół i powrócił do Nowego Jorku. Początkowo występował na scenach Harlemu, od 1929 znalazł zatrudnienie w "Cotton Club", śpiewając także w orkiestrze Duke'a Ellingtona. Zainspirowany przez Louisa Armstronga, rozpoczął wtedy eksperymenty z wokalistyką scat, czego przykładem była jego najsłynniejsza kompozycja, Minnie the Moocher z 1931, z charakterystycznym refrenem: Hi de hi de hi de ho.
Największą popularnością Calloway cieszył się w latach 30. i 40. XX w. Poza estradą, występował również w produkcjach filmowych, m.in. komedii International House z 1933 (z przebojem Reefer Man) i musicalu Stormy Weather z 1943. Jego książka Hepster's Dictionary z 1944 sprzedana została w ponad dwu milionach egzemplarzy w sześciu wydaniach. Przez orkiestrę Callowaya przewinęło się wielu znanych muzyków: trębacz Dizzy Gillespie, saksofoniści Chu Berry, Ben Webster i Hilton Jefferson, kontrabasista Milt Hinton czy perkusista Cozy Cole. Podczas II wojny światowej big band Callowaya dawał koncerty dla żołnierzy w Stanach Zjednoczonych i Kanadzie. Po wojnie powrócił do grania w klubach nowojorskich, występował również na scenach Broadwayu, m.in. w operze Porgy and Bess George'a Gershwina i jako Horace Vandergelder – w obsadzonej wyłącznie przez Afroamerykanów – wersji musicalu Hello, Dolly! z 1968. Nagrodzoną Tony Award rolę tytułową grała Pearl Bailey (żona perkusisty Louiego Bellsona), z którą przez wiele lat był zaprzyjaźniony.
W 1980 roku Cab Calloway wystąpił w filmie The Blues Brothers w reżyserii Johna Landisa. Zaśpiewał w nim również swój przebój Minnie the Moocher. Pozostał aktywny zawodowo aż do lat 90. W czerwcu 1994 doznał udaru mózgu i zmarł pięć miesięcy później. Żonaty od 1953 z Zulme "Nuffie" Calloway (zm. 2008), miał córkę Chris, z którą występował w ostatnich latach życia. W 1999 piosenka Minnie the Moocher została uhonorowana Grammy Hall of Fame Award. Natomiast sam Calloway otrzymał Grammy Lifetime Achievement Award w 2008.

## Dyskografia
- 1943: Cab Calloway And His Orchestra (Brunswick)
- 1956: Cab Calloway (Epic)
- 1958: Cotton Club Revue 1958 (Gone Records)
- 1959: Hi De Hi De Ho (RCA Victor)
- 1962: Blues Makes Me Happy (Coral)
- 1968: Cab Calloway '68 (Pickwick International)